# Liste des lieux patrimoniaux de Hamilton
Cet article recense les lieux patrimoniaux de Hamilton en Ontario inscrits au répertoire des lieux patrimoniaux du Canada, qu'ils soient de niveau provincial, fédéral ou municipal.

## Liste
| [ 1 ] | Lieu patrimonial                                            | Illustration                                                | Adresse                    | Coordonnées      | No    | Constr. | Prot.                                | Rec. | Notes |
| ----- | ----------------------------------------------------------- | ----------------------------------------------------------- | -------------------------- | ---------------- | ----- | ------- | ------------------------------------ | ---- | ----- |
| P     | 59-63 King Street West, Dundas                              | 59-63 King Street West, Dundas                              | 59, King Street West       | 43.2665 -79.9561 | 8267  | 1875    | Ontario Heritage Foundation Easement | 1979 |       |
| F     | Ancien édifice de la douane de Hamilton                     | Ancien édifice de la douane de Hamilton                     | 51, Stuart Street          | 43.2665 -79.8674 | 4000  | 1860    | LHN                                  | 1990 |       |
| F     | Ancienne gare du Canadien National à Hamilton               | Ancienne gare du Canadien National à Hamilton               | 360 James Street North     | 43.2658 -79.865  | 7868  | 1931    | LHN                                  | 2000 |       |
| P     | Auchmar                                                     | Auchmar                                                     | 88, Fennell Avenue         | 43.2391 -79.8821 | 8164  | 1855    | Ontario Heritage Foundation Easement | 2001 |       |
| P     | Bank of Montreal                                            | Téléverser                                                  | 1, Main Street West        | 43.2552 -79.8701 | 8330  | 1928    | Ontario Heritage Foundation Easement | 1987 |       |
| F     | Bataille de Stoney Creek                                    | Bataille de Stoney Creek                                    | 77 King Street West        | 43.2175 -79.7661 | 16143 |         | LHN                                  | 1960 |       |
| F     | Bâtiment 2                                                  | Téléverser                                                  | Catherine Street North     | 43.2744 -79.8548 | 7523  | 1943    | Recognized Federal Heritage Building | 1992 |       |
| P     | Battlefield Monument – Stoney Creek Battlefield Park        | Battlefield Monument – Stoney Creek Battlefield Park        | 77, King Street            | 43.2181 -79.7664 | 8165  | 1913    | Ontario Heritage Foundation Easement | 1992 |       |
| F     | Burlington Heights                                          | Burlington Heights                                          | 610 York Boulevard         | 43.2719 -79.8859 | 1170  | 1813    | LHN                                  | 1929 |       |
| F     | Château Dundurn                                             | Château Dundurn                                             | 610 York Street            | 43.2695 -79.8842 | 12341 | 1835    | LHN                                  | 1984 |       |
| P     | Christ's Church Cathedral                                   | Christ's Church Cathedral                                   | 252, James Street          | 43.2632 -79.8663 | 8167  | 1873    | Ontario Heritage Foundation Easement | 1992 |       |
| P     | Church of the Ascension                                     | Church of the Ascension                                     | 64, Forest Avenue          | 43.2495 -79.8698 | 8168  | 1851    | Ontario Heritage Foundation Easement | 1993 |       |
| P     | Dundas Central School                                       | Dundas Central School                                       | 73, Melville Street        | 43.2693 -79.9582 | 18023 | 1857    | Ontario Heritage Foundation Easement | 1990 |       |
| F     | Église presbytérienne St. Paul / Ancienne église St. Andrew | Église presbytérienne St. Paul / Ancienne église St. Andrew | 56 James Street South      | 43.2548 -79.8701 | 12774 | 1857    | LHN                                  | 1990 |       |
| P     | Gage House – Stoney Creek Battlefield Park                  | Gage House – Stoney Creek Battlefield Park                  | 77, King Street            | 43.2181 -79.7664 | 8166  |         | Ontario Heritage Foundation Easement | 1992 |       |
| F     | Gare ferroviaire de la Canadien National                    | Gare ferroviaire de la Canadien National                    | 360 James Street North     | 43.266 -79.865   | 6637  | 1931    | Heritage Railway Station             | 1991 |       |
| P     | Hamilton CNR Station                                        | Hamilton CNR Station                                        | 360, James Street North    | 43.2658 -79.8646 | 8341  | 1931    | Ontario Heritage Foundation Easement | 1999 |       |
| P     | Hamilton Custom House                                       | Hamilton Custom House                                       | 51, Stuart Street          | 43.2666 -79.8677 | 10496 | 1860    | Ontario Heritage Foundation Easement | 1982 |       |
| F     | Jardins botaniques royaux                                   | Jardins botaniques royaux                                   | 680 Plains Road West       | 43.2905 -79.8757 | 11665 | 1989    | LHN                                  | 1993 | [ 3 ] |
| F     | Maison Griffin                                              | Maison Griffin                                              | 733 Mineral Springs Road   | 43.2357 -80.0029 | 12521 | 1827    | LHN                                  | 2008 |       |
| F     | Maison McQuesten / Whitehern                                | Maison McQuesten / Whitehern                                | 41 Jackson Street West     | 43.2546 -79.872  | 12101 | 1848    | LHN                                  | 1962 |       |
| F     | Maison-musée Erland-Lee                                     | Maison-musée Erland-Lee                                     | 552 Ridge Road             | 43.2066 -79.7208 | 9357  | 1808    | LHN                                  | 2002 |       |
| F     | Manège militaire                                            | Téléverser                                                  | 200 James Street North     | 43.2622 -79.8665 | 4303  | 1908    | Classified Federal Heritage Building | 1986 |       |
| F     | Manège militaire de John Weir Foote                         | Manège militaire de John Weir Foote                         | 200 James Street North     | 43.2622 -79.8665 | 7626  | 1888    | National Historic Site of Canada     | 1989 |       |
| P     | McKinlay-McGinty House                                      | Téléverser                                                  | 232, Highway No. 8         | 43.1617 -80.1194 | 10514 |         | Ontario Heritage Foundation Easement | 1987 |       |
| F     | NCSM Haida                                                  | NCSM Haida                                                  | 650 Catharine Street North | 43.2754 -79.8561 | 7624  | 1942    | LHN                                  | 1984 |       |
| F     | Sandyford Place                                             | Sandyford Place                                             | 35-43 Duke Street          | 43.2518 -79.8732 | 10706 | 1856    | LHN                                  | 1975 |       |
| P     | Sandyford Place                                             | Sandyford Place                                             | 35, Duke Street            | 43.235 -79.8373  | 10566 | 1858    | Ontario Heritage Foundation Easement | 1979 |       |
| F     | Ancienne gare de la Toronto, Hamilton & Buffalo Railway     | Ancienne gare de la Toronto, Hamilton & Buffalo Railway     | 36 Hunter Street East      | 43.253 -79.869   | 6531  | 1933    | GFP                                  | 1991 |       |
| F     | Usine hydraulique de Hamilton                               | Usine hydraulique de Hamilton                               | 900 Woodward Avenue        | 43.2565 -79.7719 | 4449  | 1859    | LHN                                  | 1977 |       |
| F     | Victoria Hall                                               | Victoria Hall                                               | 68 King Street East        | 43.2568 -79.8695 | 2210  | 1888    | LHN                                  | 1995 |       |
| P     | Waterdown Post Office                                       | Waterdown Post Office                                       | 31, Main Street South      | 43.3328 -79.8917 | 8210  |         | Ontario Heritage Foundation Easement | 1977 |       |